# HIStory: Past, Present and Future, Book I
A HIStory: Past, Present and Future, Book I (rövidítve: HIStory) Michael Jackson kilencedik stúdióalbuma, mely 1995. június 20-án jelent meg az Epic Records kiadó és a MJJ Productions égisze alatt. Az album a Dangerous című stúdióalbum megjelenése után 4 évvel jelent meg, mivel Jacksont 1993-ban gyermekmolesztálással vádolták. A HIStory két lemezből áll. az első a History Begins egy válogatás, mely a korábban már megjelent legnagyobb slágereket tartalmazza. A második a History Continues című, mely teljesen új anyag. Az dalok témái a környezettudatosságról, az elszigeteltségről, a kapzsiságról, az öngyilkosságról, az igazságtalanságról, és Jackson konfliktusai a médiával - szólnak.
Az album dalai közül néhány vitára adott okot, így Jackson újraírta a dalszövegeket. A They Don’t Care About Us című dalszövegei miatt antiszemitizmussal vádolták, R. Kellyt pedig azzal, hogy plagizálta az album egyik dalát, a You Are Not Alone címűt, melyet a belga rádió betiltott.
A HIStory az első helyen debütált az Egyesült Államokban. Ausztráliában, Franciaországban, az Egyesült Királyságban, Spanyolországban, Indiában, Mexikóban pedig benne volt a Top 10-ben. 1997-ben platina státuszt kapott, és az év legkelendőbb albuma volt az európai piacokon. Az album általánosságban pozitív véleményt kapott és öt Grammy-díj-ra jelölték a Scream zenei videójáért.
Az albumról 6. kislemez, és egy promóciós kislemez jelent meg. A Scream/Childhood, a You Are Not Alone, Earth Song, This Time Around, They Don’t Care About Us, és a Stranger in Moscow című dalok. A Smile című dal promóciós célokból jelent meg. Az Earth Song, a They Don't Care About Us és a Stranger in Moscow című dalok Top 10-es helyezettek voltak, de az Egyesült Államokban nem volt kifejezetten sikeres. A legnagyobb slágereket tartalmazó korongot egyetlen lemezként jelentették meg 2001. november 13-án Greatest Hits: HIStory Volume 1. címmel. A második lemez 2011-ben megjelent néhány európai országban külön-külön is. Az album világszerte több mint 20 millió példányban kelt el, és minden idők egyik legkelendőbb lemeze lett.

## Előzmények
A 80-as évek végétől Jackson és a szennylapok közötti viszony több olyan dolgok állított az énekesről, ami nem volt igaz. Többek között az 1986-ban felröppent hír, hogy Jackson egy oxigénsátorban alszik, és hogy megvásárolta Joseph Merrick (Az elefántember) csontjait. Ezek miatt Jackson a "Wacko Jacko" gúnynevet kapta, melyet Jackson megvetett. 1989-ben amikor megjelent  a Leave Me Alone című dal, és annak klipje, válasz volt a sajtónak, a korábban tett kijelentéseire. A klipben Jackson a sajtóval való szórakozását, és saját maga szórakoztatását mutatja be.
1993-ra Jackson és a média kapcsolata teljesen összeomlott, amikor gyermekmolesztálással vádolták. A büntetőeljárás alatt intenzív média ellenőrzésnek volt kitéve. Az újságokban és a médiában megjelent hírek félrevezető információkat tartalmaztak Jackson állítólagos bűncselekményeiről, és a rendőrségi nyomozásból származó bizalmas anyagokról. Jackson 1994-ben azt nyilatkozta a médiáról: "Különösen mélyen érint, hogy az ügyet a média hihetetlenül szörnyű tömegtájékoztatásként kezeli, valamint, hogy a média hazugságokat terjeszt, csakhogy elérje saját céljait".
Jackson az őt ért bántalmazások miatt fájdalomcsillapítót, Valiumot, Xanaxot, és Ativant kezdett el szendi. Néhány hónap múlva abbahagyta ezeknek a szedését, azonban egészsége annyira megromlott, hogy visszavonta fellépéseit, és rehabilitációba kezdett. Jackson a klinika egész 4. emeletét lefoglalta gyógyulása érdekében. A média nem szimpatizált az énekessel, így a The Daily Mirror "Spot the Jacko" versenyt tartott, amelyben az olvasóknak kellett megjósolniuk, hogy hol jelenik meg legközelebb Jackson. A nyertes egy Disney World utazást nyerhetett. Ugyanebben az évben a Daily Express-ben címsorként az jelent meg, hogy Jackson Európába utazott, hogy kozmetikai műtétet végezzen.

## Produkció és megjelenés
A HIStory egy kétlemezes album, melynek első lemeze (HIStory Begins) egy korábban már kiadott dalokat tartalmaz négy korábbi Motown kiadású stúdióalbumokról, úgy mint az Off the Wall (1979), Thriller (1982), Bad (1987), és Dangerous  címűekről. A második lemez (HIStory Continues) új anyagokat tartalmaz, melyeket 1994. szeptember és 1995. márciusa között rögzítettek. Az album dalait Jackson olyan szerzőkkel írta, mint Jimmy Jam, Terry Lewis, Dallas Austin, Notorious B.IG, Bruce Swedien, R. Kelly, és René Moore. Az album műfajai közép tartozik az R&B, rock, pop, dance, new jack swing, funk és  hiphop. Az album dupla CD-n, dupla kazettán, és tripla vinylen jelentették meg. 
 

## Az album szövegei
Jackson korábbi stúdióalbumaihoz hasonlóan - Thriller, Bad - is a paranoiával foglalkozik. Az album dalainak többségét Jackson írta, és a dalok többnyire a gyermekmolesztálás ügyével kapcsolatos 1993-ban tett állításaira vonatkozik, valamint a Jackson által észlelt, és érzékelt bánásmódra, melyeket a bulvármédia rossz hatása gyakorolt rá. Az album dalainak szövegei nagyon személyesek, így ezt az albumot a legszemélyesebb albumnak írták le a kritikusok. A lemezen található műfajok, R&B, pop, ballada, hard rock stílusúak. A dalszövegek többnyire az elszigeteltségre, a kapzsiságra, a környezetvédelmi dolgokra, az igazságtalanságra vonatkoznak. A Scream című dalt közösen testvérével Janet Jacksonnal közösen adják elő. A kritikusok megjegyezték, hogy nehéz megkülönböztetni hangjukat egymástól. A dalszövegek az igazságtalanságról, a média hadjáratairól szólnak.
Az R. Kelly által írt You Are Not Alone című R&B ballada dalszövegei az elszigeteltségről szólnak. Két belga dalszerz Eddy és Danny Van Passel azt állította, hogy a dal dallamát ők írták még 1993-ban. 2007 szeptemberében egy belga bíró úgy döntött, hogy a dallam a Van Passel testvérektől származik, és azt követően betiltották a dal játszását a belga rádiókban. Az albumon található D.S. című dal, bár nem jelent meg külön kislemezen, sikeres volt, melyben Slash gitározik. A dalban Jackson szexuális bántalmazás ügyét tárgyaló ügyvédjét Thomas Sneddonot támadják. A kritikusok a Fox News Channel és CNN kapcsán áttekintették a dalt, megjegyezve, hogy a "cold man" a szövegekben Sneddon, és amikor amikor ezt éneklik kórusban, akkor Thomas Sneddonra gondolnak.
Az albumon található Childhood című dal szövegei Jackson gyermekkorára vonatkoznak, ahol visszagondol saját gyermekkorára. A They Don't Care About Us című dal az igazságtalanságra, valamint a rasszizmusra hívja fel a figyelmet. Az őt ért vádakról Jackson azt nyilatkozta, hogy tévesen vádolták, miközben Evan Chandlernek feljelentette Jacksont, hogy fiát szexuálisan bántalmazta. Ezzel csak pénzt akart kicsikarni a sztártól. A Money című dala erről szól. A This Time Around című dalban Notorious B.I.G. is közreműködik, melynek felvételeit két évvel 2007-es halála előtt rögzítettek. Jackson 2001-ben Unbreakable című dalában szintén hallható "Biggie". Így ő az egyetlen rapper, aki több Jackson dalban is közreműködött. Az Earth Song című dalban a környezetvédelemre hívják fel a figyelmet.
Jackson feldolgozta a Charlie Chaplin féle Smile című dalát, valamint a The Beatles Come Together című dalát is. A 2 Bad című dalban felhasználta a Run–D.M.C. King of Rock című dalának zenei alapjait, melyben Shaquille O’Neal közreműködött. A dalszövegek és címek neveinek hasonlósága azt eredményezte, hogy hasonló volt, mint a Bad című dal.
A Stranger in Moscow egy pop ballada, melynek klipjét egy utcán, esős időben forgatták. A Tabloid Junkie egy kemény funk dal, amely arról szól, hogy ne higgyenek el mindent az emberek, amit a médiában és a bulvársajtóban olvasnak. Az album egyik dala a HIStory nem jelent meg önálló kislemezként, de a remixe hallható a Blood on the Dance Floor: HIStory in the Mix című remixalbumon, és több hangminta is hallható benne, többek között Martin Luther King I Have a Dream című kijelentése.
A Little Susie című dal egy igazi történeten alapul, akit 1972-ben meggyilkoltak. A lányt Gottfried Helnwein festette meg. Michael megcsodálta a művész munkáját, és megvásárolta néhány festményét, később pedig Michael arcképét is megfestette.

## Viták a They Don't Care About Us körül
1995. június 15-én a New York Times egy cikket tett közé, melyben bírálta a They Don’t Care About Us című dalszöveget. "Jew me, sue me, everybody do me / Kick me, kike me, don't you black or white me" 
Egy nyilatkozatban Jackson az alábbiakat nyilatkozta:
| „ | " Az a gondolat, hogy ezeket a dalszövegeket kifogásolják, és félreértik, rendkívül fájdalmas számomra. A dal valójában az előítéletek és gyűlöletek fájdalmáról szól, és felhívja a figyelmet a társadalmi, és politikai nézetekre. Én vagyok a vádlott, a megtámadott, mindenki hangja, a zsidó, a fekete, és fehér ember. Nem én vagyok az, aki támad. Dühös, és felháborodott vagyok, hogy a dalszövegeket félreértelmezik." | ” |
|   | |   |

Jacksont ezek után is többen kérdezték a dalról: "Ez nem antiszemita, mert én nem vagyok rasszista ember, soha nem lennék az. Másnap David A. Lehrer és Marvin Hier rabbi, két zsidó szervezet vezetői kijelentették, hogy Jackson ahogy megkísérelte a dal megkülönböztetését, kétértelművé tette azt, melyek alkalmatlanok voltak a fiatal közönség számára, hogy megértsék azt. Elismerték, hogy Jackson jól tette, hogy írt magyarázatot az album kiadványaiba.
Jackson június 17-én újabb nyilvános bocsánatot kért, és azt mondta, hogy mindenki tudja, hogy milyen erősen elkötelezett vagyok a tolerancia, a béke és a szeretet iránt, és elnézést kérek mindenkitől. A következő napon Jon Pareles a The New York Timestól azt írta, hogy a dal csak a hazugságot adja a testvériség himnuszainak teljes katalógusához, amely antiszemitizmusra tör.
Június 23-án Jackson bejelentette, hogy a "Jew Me" és "Kike Me" mondatokat a "Do Me" és a "Strike Me" szövegekkel helyettesíti. Megértette, hogy a dal az eredeti szöveggel sértő. Spike Lee, aki a videóklipet is rendezte, úgy nyilatkozott, hogy úgy gondolja, hogy a zeneiparban kettős szabvány létezik, megjegyezve a "nigger" szót, ami a zenében nem okoz vitát. Egy másik dalban a This Time Around címűben szintén használták, de a média nem figyelt fel rá.

## Videóklipek
Az album zenei videói különböző témákat és elemeket mutattak be a közönség számára. Némelyikük a szegénység tudatosságát mutatta be, mely pozitív hatással volt a különböző felvételi helyszínekre. A They Don't Care About Us című videót Spike Lee rendezte, ahol Jackson együttműködött az Olodum csoport 200 tagjával, akik a zenét játszották a videóban. A klip az Oludumnak világhírnevet hozott, és Brazíliában is fokozta státuszukat. Nagú Lúcia ezt nyilatkozta a videóklipről:
Amikor Michael Jackson úgy döntött, hogy Rio de Janeiro szegénynegyedében forgat klipet, az ott élő embereket mint extrákat használt fel a vizuális látványban...Jackson stratégiájának érdekes aspektusa az a hatékonyság, amellyel Brazília szegénynegyedének életét, és szociális problémáját mutatja be. Azonban az a probléma, hogy nem ez nem jár valódi beavatkozással a szegénységbe. "

## Promóciók és turné
A Sony Music 30. millió dollárt költött az album reklámozására. Az album megjelenése előtt a zenei sajtó gyakorlatilag eladta az albumot. A SoundScan egyik elemzője szerint a sajtó nem érte el a nyilvánosságot az albummal kapcsolatosan, azonban a nyilvánosságnak tetszett az album. A sajtónak nem. A Smile, a This Time Around, és a D.S. promóciós kislemezként megjelentek 1995-ben, és 1997 decemberében, azonban helyezést nem értek el, mivel a dalok nem kaptak nagy nyilvánosságot a rádiókban. A This Time Around 1995 decemberében jelent meg az Egyesült Államokban, de csak rádiós kislemezként. A dal a Billboard R&B Singles listán a 23. helyezést érte el, míg a Hot Dance Music /Club Play listán a 18. helyig jutott.
Az album népszerűsítése céljából Jackson HIStory World Tour címmel világkörüli turnéra ment. A turné Prágában, Csehországban kezdődött 1996. szeptember 7-én, és több mint 4,5 millió rajongót vonzott a világ 35 országából, és 58 városából. A turné 82 állomást érintett, de az Egyesült Államokban nem lépett fel, a két Hawaii koncerten kívül, melyek 1997 januárjában voltak. A VIP jegyek átlagosan 200 dollárba kerültek személyenként. Minden koncert 2 óra és 10 perc volt. A turné 1997. október 15-én Durbanban, Dél-Afrikában fejeződött be.

## Kislemezek
Számos kislemez jelent meg az albumról. A Scream/Childhood amely dupla kislemezen jelent meg, ez volt az első kimásolt kislemez, mely 1995 májusában jelent meg. A Scream című dalt húgával Janet Jacksonnal közösen adják elő.A dal az 5. helyen debütált a Billboard Hot 100-as listán. A dalt Grammy-díjra jelölték a Legjobb pop dal címen. A Scream zenei videója Jackson egyik legismertebb dala és zenei videója, mely számos díjat kapott. A Scream videóklipje 9 millió dolláros költségvetésből készült, és a valaha készített legdrágább videó.
A You Are Not Alone című dal a második kimásolt kislemez volt az albumról,  mely rögtön az 1. helyen debütált az amerikai Billboard Hot 100-on 1995. szeptember 2.-án. Ez volt az első dal, mely rögtön első helyezést ért el. A dal a nemzetközi slágerlistákon, többek között az Egyesült Királyságban, Franciaországban, és Spanyolországban is slágerlistás helyezést ért el, és mind művészi, mind kereskedelmi sikernek tartották.
Az Earth Song volt a harmadik kislemez az albumról, mely 1995 novemberében jelent meg. A dal nem ért el slágerlistás helyezést az amerikai Billboard listán, azonban nemzetközileg sikeres volt, és négy országban volt Top 10-es sláger.  A dal az Egyesült Királyság kislemezlistáján 6 hétig volt helyezett karácsonykor. A kislemezből 1 millió példányt értékesítettek, így a legsikeresebb dal volt az Egyesült Királyságban, felülmúlva a Billie Jean sikerét.
A This Time Around volt a 4. kislemez, mely 1995. december 26-án jelent meg.
A They Don’t Care About Us című dal volt az 5. kislemez, mely megjelent, és a Billboard Hot 100-as listán a 30. helyezett volt. A Billboard Hot Dance Music és Hot R&B kislemezlistán benne volt a legjobb 10 között. A dal több európai országban is benne volt a legjobb tíz között. A német kislemezlistán 3 hétig volt helyezett, és 2. helyezést ért el Spanyolországban, míg Ausztriában, Svédországban, és Svájcban a 3. helyezést érte el. Franciaországban, az Egyesült Királyságban, és Hollandiában a 4. helyig sikerült jutnia.
A Stranger in Moscow  című dalt 1996 novemberében jelentették meg, 6. kislemezként, mely az Egyesült Államokban a 94. helyig jutott a Billboard Hot 100-as listán. A dal Európában többek között Olaszországban, Spanyolországban, az Egyesült Királyságban, Svájcban, és Új-Zélandon volt slágerlistás helyezés a legjobb tíz között.
A Smile az utolsó 7. kimásolt kislemez volt az albumról, mely 1998. január 20.-án jelent meg.

## Az album dalai
Disk 1: HIStory Begins/Greatest Hits: HIStory, Volume I
|     | Cím                                                                             | Szerző(k)                                   | Hossz |
| --- | ------------------------------------------------------------------------------- | ------------------------------------------- | ----- |
| 1.  | Billie Jean (A Thriller (1982) című albumról                                    | Michael Jackson                             | 4:54  |
| 2.  | The Way You Make Me Feel (A Bad (1987) című albumról                            | Michael Jackson                             | 4:58  |
| 3.  | Black or White (A Dangerous (1991) című albumról                                | Michael Jackson, Bill Bottrell              | 4:16  |
| 4.  | Rock with You (Az Off the Wall (1987) című albumról                             | Rod Temperton                               | 3:42  |
| 5.  | She’s Out of My Life (Az Off the Wall (1987) című albumról                      | Tom Bahler                                  | 3:38  |
| 6.  | Bad (A Bad (1987) című albumról                                                 | Michael Jackson                             | 4:07  |
| 7.  | I Just Can’t Stop Loving You (feat. Siedah Garrett) (A Bad (1987) című albumról | Michael Jackson                             | 4:13  |
| 8.  | Man in the Mirror (A Bad (1987) című albumról                                   | Siedah Garrett, Glenn Ballard               | 5:19  |
| 9.  | Thriller (A Thriller (1982) című albumról                                       | Rod Temperton                               | 5:58  |
| 10. | Beat It (A Thriller (1982) című albumról                                        | Michael Jackson                             | 4:18  |
| 11. | The Girl Is Mine (feat. Paul McCartney) (A Thriller (1982) című albumról        | Michael Jackson                             | 3:42  |
| 12. | Remember the Time (A Dangerous (1991) című albumról                             | Michael Jackson, Teddy Riley, Bernard Belle | 4:00  |
| 13. | Don’t Stop ‘til You Get Enough (Az Off the Wall (1987) című albumról            | Michael Jackson                             | 6:06  |
| 14. | Wanna Be Startin’ Somethin’ (A Thriller (1982) című albumról                    | Michael Jackson                             | 6:03  |
| 15. | Heal the World (A Dangerous (1991) című albumról                                | Michael Jackson                             | 6:25  |

Disk 2: HIStory Continues
|     | Cím                                           | Szerző(k)                                                                        | Hossz |
| --- | --------------------------------------------- | -------------------------------------------------------------------------------- | ----- |
| 1.  | Scream (feat. Janet Jackson)                  | Jimmy Jam és Terry Lewis                                                         | 4:38  |
| 2.  | They Don’t Care About Us                      | Michael Jackson                                                                  | 4:44  |
| 3.  | Stranger in Moscow                            | Michael Jackson                                                                  | 5:35  |
| 4.  | This Time Around (feat. The Notorious B.I.G.) | Michael Jackson, Dallas Austin, Swedien Rene, Christopher George, Latore Wallace | 4:21  |
| 5.  | Earth Song                                    | Michael Jackson                                                                  | 6:48  |
| 6.  | D.S. (feat. Slash)                            | Michael Jackson                                                                  | 4:49  |
| 7.  | Money                                         | Michael Jackson                                                                  | 4:42  |
| 8.  | Come Together (1988-as felvétel)              | John Lennon, Paul McCartney                                                      | 4:03  |
| 9.  | You Are Not Alone                             | R. Kelly                                                                         | 5:46  |
| 10. | Childhood                                     | Michael Jackson                                                                  | 4:28  |
| 11. | Tabloid Junkie                                | Michael Jackson, Jimmy Jam és Terry Lewis                                        | 4:33  |
| 12. | 2 Bad (feat. Shaquille O’Neal)                | Michael Jackson, René Austin                                                     | 4:50  |
| 13. | HIStory (feat. Boyz II Men)                   | Michael Jackson, Jimmy Jam és Terry Lewis                                        | 6:38  |
| 14. | Little Susie                                  | Michael Jackson                                                                  | 6:15  |
| 15. | Smile                                         | John Turner, Geoffrey Parsons, Charlie Chaplin                                   | 4:56  |

## Kihagyott dalok
- On the Line – A Get on the Bus című film betétdala – Később megjelent a Ghost Box Set-en 1997-ben és a The Ultimate Collection (2004) 4. lemezén
- Superfly Sister – Később megjelent a Blood on the Dance Floor (1997) című albumon.
- In the Back – Később megjelent a The Ultimate Collection (2004) 4. lemezén

## Slágerlista
| Slágerlista (1995–2009)                            | Legjobb helyezések |
| -------------------------------------------------- | ------------------ |
| Argentína (CAPIF)                                  | 2                  |
| Ausztrália (ARIA)                                  | 1                  |
| Ausztria (Ö3 Austria)                              | 2                  |
| Belgium (Ultratop Flanders)                        | 1                  |
| Belgium (Ultratop Wallonia)                        | 1                  |
| Brazília (ABPD)                                    | 1                  |
| Kanada (RPM)                                       | 1                  |
| Kanada (The Record)                                | 1                  |
| Chile (IFPI)                                       | 1                  |
| Csehország (IFPI)                                  | 13                 |
| Dánia (Hitlisten)                                  | 1                  |
| Hollandia (MegaCharts)                             | 1                  |
| Európa (Top 100)                                   | 1                  |
| Finnország (IFPI)                                  | 2                  |
| Franciaország (SNEP)                               | 1                  |
| Németország (Offizielle Top 100)                   | 1                  |
| Magyarország (MAHASZ)                              | 4                  |
| Írország (IRMA)                                    | 1                  |
| Olaszország (Hit Parade Italia)                    | 1                  |
| Japán (Oricon)                                     | 3                  |
| Mexikó (Top 100 Mexico)                            | 9                  |
| Új-Zéland (RMNZ)                                   | 1                  |
| Norvégia (VG-lista)                                | 1                  |
| Portugália (AFP)                                   | 2                  |
| Skócia (OCC)                                       | 1                  |
| Spanyolország (PROMUSICAE)                         | 2                  |
| Svédország (Sverigetopplistan)                     | 3                  |
| Svájc (Schweizer Hitparade)                        | 1                  |
| Egyesült Királyság (UK Albums - OCC)               | 1                  |
| Egyesült Királyság (UK Albums - R&B)               | 1                  |
| Amerikai Egyesült Államok (Billboard 200)          | 1                  |
| Amerikai Egyesült Államok (Top R&B Hip-Hop Albums) | 1                  |

| Slágerlista (1990–99) | Helyezés |
| --------------------- | -------- |
| Ausztria (Ö3 Austria) | 14       |

| Slágerlista (1995)                                           | Helyezések |
| ------------------------------------------------------------ | ---------- |
| Ausztrália (ARIA)                                            | 4          |
| Ausztria (Ö3 Austria)                                        | 18         |
| Belgium (Ultratop Flanders)                                  | 12         |
| Belgium (Ultratop Wallonia)                                  | 3          |
| Kanada (RPM)                                                 | 11         |
| Hollandia (MegaCharts)                                       | 13         |
| Franciaország (SNEP)                                         | 3          |
| Németország (Offizielle Top 100)                             | 12         |
| Olaszország (Hit Parade)                                     | 23         |
| Japán (Oricon)                                               | 40         |
| Új-Zéland (Recorded Music NZ)                                | 5          |
| Svédország (Sverigetopplistan)                               | 35         |
| Svájc (Schweizer Hitparade)                                  | 8          |
| Egyesült Királyság (OCC)                                     | 6          |
| Amerikai Egyesült Államok Billboard 200                      | 32         |
| Amerikai Egyesült Államok Top R&B/Hip-Hop Albums (Billboard) | 28         |
| Slágerlista (1996)                                           | Helyezés   |
| Ausztrália (ARIA)                                            | 13         |
| Ausztria (Ö3 Austria)                                        | 23         |
| Hollandia (MegaCharts)                                       | 7          |
| Franciaország (SNEP)                                         | 8          |
| Németország (Offizielle Top 100)                             | 11         |
| Új-Zéland (Recorded Music NZ)                                | 13         |
| Svédország (Sverigetopplistan)                               | 85         |
| Svájc (Schweizer Hitparade)                                  | 15         |
| Egyesült Királyság (OCC)                                     | 36         |
| Amerikai Egyesült Államok Billboard 200                      | 177        |
| Slágerlista (1997)                                           | Helyezés   |
| Ausztrália (ARIA)                                            | 66         |
| Belgium (Ultratop Flanders)                                  | 79         |
| Belgium (Ultratop Wallonia)                                  | 65         |
| Hollandia (MegaCharts)                                       | 57         |
| Franciaország (SNEP)                                         | 40         |
| Németország (Offizielle Top 100)                             | 80         |
| Új-Zéland (Recorded Music NZ)                                | 35         |
| Slágerlista (2009)                                           | Helyezés   |
| Németország (Offizielle Top 100)                             | 87         |

## Eladási adatok és minősítések
| Ország                                                                                     | Minősítés  | Elkelt példányszám |
| ------------------------------------------------------------------------------------------ | ---------- | ------------------ |
| Argentína (CAPIF)                                                                          | platina    | 60.000             |
| Ausztrália (ARIA)                                                                          | 8x platina | 560.000            |
| Ausztria (IFPI Austria)                                                                    | 2x platina | 100.000            |
| Brazília (Pro-Música Brazíl)                                                               | arany      | 100.000            |
| Kanada (Music Canada)                                                                      | 5x platina | 500.000            |
| Dánia (IFPI Denmark)                                                                       | 4x platina | 200.000            |
| Finnország (Musiikkituottajat)                                                             | platina    | 61.352             |
| Franciaország (Syndicat National de l’Édition Phonographique)                              | gyémánt    | 1.000.000          |
| Németország (BVMI)                                                                         | 3x platina | 1.500.000          |
| Olaszország (FIMI)                                                                         | arany      | 50.000             |
| Japán (RIAJ)                                                                               | 2x platina | 400.000            |
| Mexikó (AMPROFON)                                                                          | arany      | 100.000            |
| Hollandia (NVPI)                                                                           | 3x platina | 300.000            |
| Új-Zéland (RMNZ)                                                                           | platina    | 15.000             |
| Norvégia (IFPI Norway)                                                                     | platina    | 50.000             |
| Lengyelország (ZPAV)                                                                       | platina    | 100.000            |
| Észak-Korea                                                                                |            | 300.000            |
| Spanyolország (PROMUSICAE)                                                                 | 3x platina | 300.000            |
| Svédország (GLF)                                                                           | platina    | 100.000            |
| Svájc (IFPI Switzerland)                                                                   | 3x platina | 150.000            |
| Egyesült Királyság (BPI)                                                                   | 4x platina | 1.200.000          |
| Egyesült Királyság (BPI) (Greatest Hits volume 1.)                                         | arany      | 100.000            |
| Amerikai Egyesült Államok (Amerikai Hanglemezgyártók Szövetsége)                           | 8x platina | 4.000.000          |
| Amerikai Egyesült Államok (Amerikai Hanglemezgyártók Szövetsége) (Greatest Hits volume 1.) | 8x platina | 1.000.000          |
| Európa (IFPI)                                                                              | 6x platina | 6.000.000          |